# Turraea nilotica
Turraea nilotica là một loài thực vật có hoa trong họ Meliaceae. Loài này được Kotschy & Peyr. miêu tả khoa học đầu tiên năm 1867.